# Étais-la-Sauvin
Étais-la-Sauvin ist eine französische Gemeinde mit 629 Einwohnern (Stand: 1. Januar 2022) im Département Yonne in der Region Bourgogne-Franche-Comté. Sie gehört zum Kanton Vincelles im Arrondissement Auxerre. Die Einwohner werden Étaisiens genannt.

## Geographie
Étais-la-Sauvin liegt etwa 26 Kilometer südsüdwestlich von Auxerre. Umgeben wird Étais-la-Sauvin von den Nachbargemeinden sind Sougères-en-Puisaye im Norden, Druyes-les-Belles-Fontaines im Osten und Nordosten, Billy-sur-Oisy im Süden und Südosten, Entrains-sur-Nohain im Süden und Südwesten, Sainpuits im Westen sowie Lainsecq im Nordwesten.

## Bevölkerungsentwicklung
| Jahr                      | 1962 | 1968 | 1975 | 1982 | 1990 | 1999 | 2006 | 2013 |
| Einwohner                 | 954  | 882  | 787  | 754  | 696  | 692  | 705  | 663  |
| Quelle: Cassini und INSEE |      |      |      |      |      |      |      |      |

## Sehenswürdigkeiten
- Kirche Saint-Pierre-aux-Liens, Monument historique
- Kapelle Sainte-Camille
- Befestigung von Étais-la-Sauvin

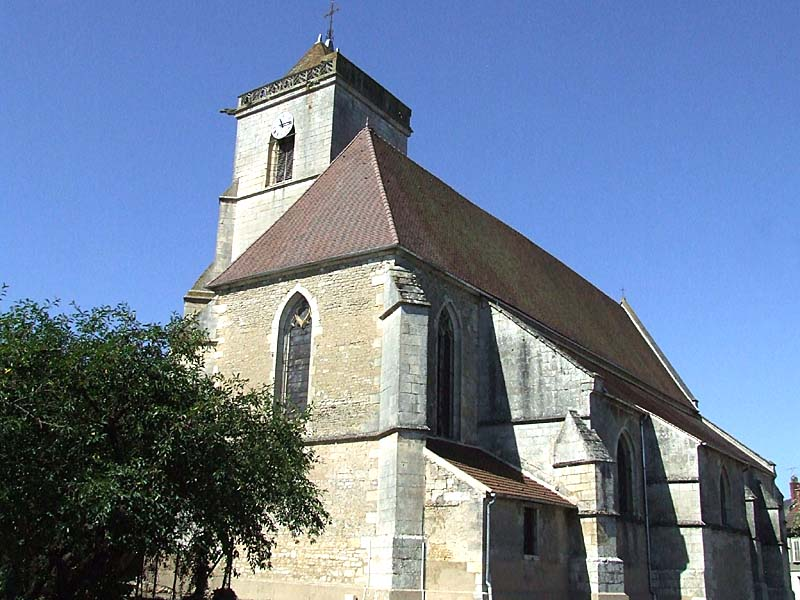
Kirche Saint-Pierre-aux-Liens
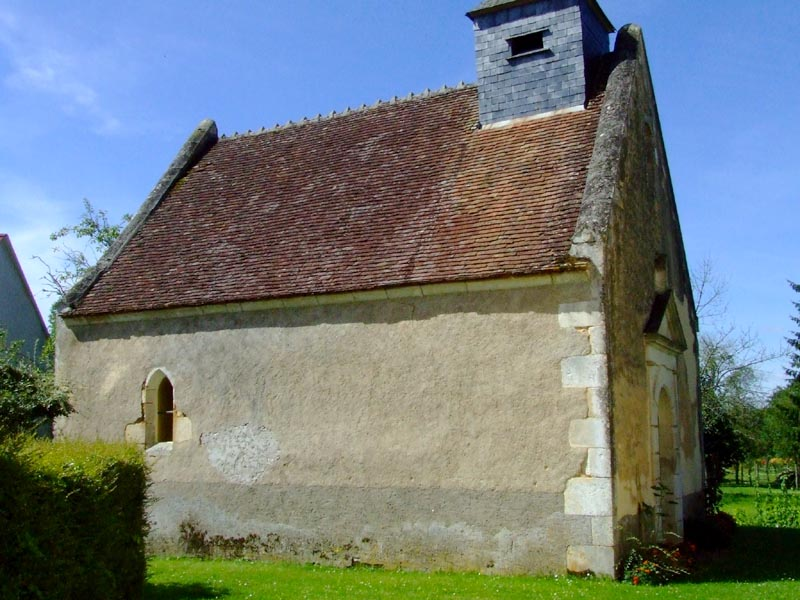
Kapelle Sainte-Camille